# Augustine Ahinful
Augustine Ahinful (Accra, 30 novembre 1974) è un ex calciatore ghanese, di ruolo attaccante.

## Carriera

### Club
Ha militato nel Goldfiels (Ghana), Borussia Dortmund (Germania), Krien e Grassoppher (Svizzera), União Leiria (Portogallo), Venezia (Italia), Boavista (Portogallo), e in Turchia nel Ankaragücü e nel Trabzonspor.
Nel 2006 è stato tesserato nuovamente dall'Ankaragücü.
Venne portato in Italia dal Venezia dell'allora presidente Maurizio Zamparini nel 1999, ottenendo la salvezza a fine stagione.

### Nazionale
Con la nazionale ghanese ha preso parte alle Olimpiadi 1996 ed alla Coppa d'Africa 2000.

## Statistiche

### Cronologia presenze e reti in nazionale
| Cronologia completa delle presenze e delle reti in nazionale ― Ghana | Cronologia completa delle presenze e delle reti in nazionale ― Ghana | Cronologia completa delle presenze e delle reti in nazionale ― Ghana | Cronologia completa delle presenze e delle reti in nazionale ― Ghana | Cronologia completa delle presenze e delle reti in nazionale ― Ghana | Cronologia completa delle presenze e delle reti in nazionale ― Ghana | Cronologia completa delle presenze e delle reti in nazionale ― Ghana | Cronologia completa delle presenze e delle reti in nazionale ― Ghana |
| Data                                                                 | Città                                                                | In casa                                                              | Risultato                                                            | Ospiti                                                               | Competizione                                                         | Reti                                                                 | Note                                                                 |
| -------------------------------------------------------------------- | -------------------------------------------------------------------- | -------------------------------------------------------------------- | -------------------------------------------------------------------- | -------------------------------------------------------------------- | -------------------------------------------------------------------- | -------------------------------------------------------------------- | -------------------------------------------------------------------- |
| 4-9-1994                                                             | Accra                                                                | Ghana                                                                | 4 – 1                                                                | Sierra Leone                                                         | Qual. Coppa d'Africa 1996                                            | -                                                                    |                                                                      |
| 22-1-1995                                                            | Accra                                                                | Ghana                                                                | 3 – 1                                                                | Rep. del Congo                                                       | Qual. Coppa d'Africa 1996                                            | 1                                                                    | Uscita                                                               |
| 24-6-1995                                                            | Perth                                                                | Australia                                                            | 0 – 1                                                                | Ghana                                                                | Amichevole                                                           | -                                                                    |                                                                      |
| 17-6-1996                                                            | Kumasi                                                               | Ghana                                                                | 2 – 1                                                                | Tanzania                                                             | Qual. Mondiali 1998                                                  | 1                                                                    |                                                                      |
| 13-10-1998                                                           | Arnhem                                                               | Paesi Bassi                                                          | 0 – 0                                                                | Ghana                                                                | Amichevole                                                           | -                                                                    | 81’                                                                  |
| 28-8-1999                                                            | Lagos                                                                | Nigeria                                                              | 0 – 0                                                                | Ghana                                                                | Amichevole                                                           | -                                                                    | Uscita                                                               |
| 12-11-1999                                                           | Il Cairo                                                             | Egitto                                                               | 1 – 2                                                                | Ghana                                                                | Amichevole                                                           | 1                                                                    | 45’                                                                  |
| 14-12-1999                                                           | Salonicco                                                            | Grecia                                                               | 1 – 1                                                                | Ghana                                                                | Amichevole                                                           | -                                                                    | 85’                                                                  |
| 22-12-1999                                                           | Sfax                                                                 | Tunisia                                                              | 2 – 0                                                                | Ghana                                                                | Amichevole                                                           | -                                                                    |                                                                      |
| 22-1-2000                                                            | Accra                                                                | Ghana                                                                | 1 – 1                                                                | Camerun                                                              | Coppa d'Africa 2000 - 1º turno                                       | -                                                                    | 31’                                                                  |
| 31-1-2000                                                            | Accra                                                                | Ghana                                                                | 0 – 2                                                                | Costa d'Avorio                                                       | Coppa d'Africa 2000 - 1º turno                                       | -                                                                    | 60’                                                                  |
| 8-4-2000                                                             | Arusha                                                               | Tanzania                                                             | 0 – 1                                                                | Ghana                                                                | Qual. Mondiali 2002                                                  | -                                                                    | 85’                                                                  |
| 23-4-2000                                                            | Accra                                                                | Ghana                                                                | 3 – 2                                                                | Tanzania                                                             | Qual. Mondiali 2002                                                  | 1                                                                    |                                                                      |
| 5-12-2001                                                            | Algeri                                                               | Algeria                                                              | 1 – 1                                                                | Ghana                                                                | Amichevole                                                           | -                                                                    | 80’                                                                  |
| 13-10-2002                                                           | Accra                                                                | Ghana                                                                | 4 – 2                                                                | Ruanda                                                               | Qual. Coppa d'Africa 2004                                            | -                                                                    | 60’                                                                  |
| 22-6-2003                                                            | Kumasi                                                               | Ghana                                                                | 1 – 1                                                                | Uganda                                                               | Qual. Coppa d'Africa 2004                                            | -                                                                    |                                                                      |
| 6-7-2003                                                             | Kigali                                                               | Ruanda                                                               | 1 – 0                                                                | Ghana                                                                | Qual. Coppa d'Africa 2004                                            | -                                                                    |                                                                      |
| Totale                                                               |                                                                      | Presenze                                                             | 17                                                                   |                                                                      | Reti                                                                 | 4                                                                    |                                                                      |

| Cronologia completa delle presenze e delle reti in nazionale ― Ghana olimpica | Cronologia completa delle presenze e delle reti in nazionale ― Ghana olimpica | Cronologia completa delle presenze e delle reti in nazionale ― Ghana olimpica | Cronologia completa delle presenze e delle reti in nazionale ― Ghana olimpica | Cronologia completa delle presenze e delle reti in nazionale ― Ghana olimpica | Cronologia completa delle presenze e delle reti in nazionale ― Ghana olimpica | Cronologia completa delle presenze e delle reti in nazionale ― Ghana olimpica | Cronologia completa delle presenze e delle reti in nazionale ― Ghana olimpica |
| Data                                                                          | Città                                                                         | In casa                                                                       | Risultato                                                                     | Ospiti                                                                        | Competizione                                                                  | Reti                                                                          | Note                                                                          |
| ----------------------------------------------------------------------------- | ----------------------------------------------------------------------------- | ----------------------------------------------------------------------------- | ----------------------------------------------------------------------------- | ----------------------------------------------------------------------------- | ----------------------------------------------------------------------------- | ----------------------------------------------------------------------------- | ----------------------------------------------------------------------------- |
| 21-7-1996                                                                     | Washington                                                                    | Corea del Sud olimpica                                                        | 1 – 0                                                                         | Ghana olimpica                                                                | Olimpiadi 1996 - 1º turno                                                     | -                                                                             |                                                                               |
| 23-7-1996                                                                     | Washington                                                                    | Ghana olimpica                                                                | 3 – 2                                                                         | Italia olimpica                                                               | Olimpiadi 1996 - 1º turno                                                     | 1                                                                             |                                                                               |
| 25-7-1996                                                                     | Washington                                                                    | Messico olimpica                                                              | 1 – 1                                                                         | Ghana olimpica                                                                | Olimpiadi 1996 - 1º turno                                                     | -                                                                             |                                                                               |
| 28-7-1996                                                                     | Miami                                                                         | Brasile olimpica                                                              | 4 – 2                                                                         | Ghana olimpica                                                                | Olimpiadi 1996 - Quarti di finale                                             | -                                                                             |                                                                               |
| Totale                                                                        |                                                                               | Presenze                                                                      | 4                                                                             |                                                                               | Reti                                                                          | 1                                                                             |                                                                               |

| Cronologia completa delle presenze e delle reti in nazionale ― Ghana under 20 | Cronologia completa delle presenze e delle reti in nazionale ― Ghana under 20 | Cronologia completa delle presenze e delle reti in nazionale ― Ghana under 20 | Cronologia completa delle presenze e delle reti in nazionale ― Ghana under 20 | Cronologia completa delle presenze e delle reti in nazionale ― Ghana under 20 | Cronologia completa delle presenze e delle reti in nazionale ― Ghana under 20 | Cronologia completa delle presenze e delle reti in nazionale ― Ghana under 20 | Cronologia completa delle presenze e delle reti in nazionale ― Ghana under 20 |
| Data                                                                          | Città                                                                         | In casa                                                                       | Risultato                                                                     | Ospiti                                                                        | Competizione                                                                  | Reti                                                                          | Note                                                                          |
| ----------------------------------------------------------------------------- | ----------------------------------------------------------------------------- | ----------------------------------------------------------------------------- | ----------------------------------------------------------------------------- | ----------------------------------------------------------------------------- | ----------------------------------------------------------------------------- | ----------------------------------------------------------------------------- | ----------------------------------------------------------------------------- |
| 6-3-1993                                                                      | Brisbane                                                                      | Uruguay under 20                                                              | 1 – 1                                                                         | Ghana under 20                                                                | Mondiali Under-20 1993 - 1º turno                                             | 1                                                                             |                                                                               |
| 9-3-1993                                                                      | Brisbane                                                                      | Germania under 20                                                             | 2 – 2                                                                         | Ghana under 20                                                                | Mondiali Under-20 1993 - 1º turno                                             | -                                                                             |                                                                               |
| 11-3-1993                                                                     | Brisbane                                                                      | Portogallo under 20                                                           | 0 – 2                                                                         | Ghana under 20                                                                | Mondiali Under-20 1993 - 1º turno                                             | -                                                                             |                                                                               |
| 13-3-1993                                                                     | Sydney                                                                        | Russia under 20                                                               | 0 – 3                                                                         | Ghana under 20                                                                | Mondiali Under-20 1993 - Quarti di finale                                     | 1                                                                             |                                                                               |
| 17-3-1993                                                                     | Sydney                                                                        | Ghana under 20                                                                | 2 – 1                                                                         | Inghilterra under 20                                                          | Mondiali Under-20 1993 - Semifinale                                           | 1                                                                             |                                                                               |
| 20-3-1993                                                                     | Sydney                                                                        | Ghana under 20                                                                | 1 – 2                                                                         | Brasile under 20                                                              | Mondiali Under-20 1993 - Finale                                               | -                                                                             |                                                                               |
| Totale                                                                        |                                                                               | Presenze                                                                      | 6                                                                             |                                                                               | Reti                                                                          | 3                                                                             |                                                                               |

## Palmarès

### Club

#### Competizioni nazionali
- Campionato svizzero: 1

Grasshoppers: 1997-1998
- Coppa di Turchia: 1

Trazbonspor: 2003-2004